# Człon oscylacyjny
Człon o transmitancji:
{\displaystyle K(s)={\frac {\sigma ^{2}+\omega ^{2}}{(s+\sigma )^{2}+\omega ^{2}}}}
dla {\displaystyle \sigma >0,} {\displaystyle \omega \not =0.}
Dana transmitancja ma parę sprzężonych biegunów zespolonych w punktach:
{\displaystyle s_{1}=-\sigma +j\omega }
{\displaystyle s_{2}=-\sigma -j\omega }
przy {\displaystyle \sigma >0,} {\displaystyle \omega >0.}
Z powyższych warunków wynika, że człon oscylacyjny może powstać przez połączenie dwóch członów inercyjnych. Zespolone bieguny transmitancji są przyczyną oscylacji występujących w odpowiedzi impulsowej i skokowej.
Odpowiedź skokowa:
{\displaystyle \lambda (t)=1-{\frac {({\sqrt {\sigma ^{2}+\omega ^{2})}}}{\omega }}e^{-\sigma t}\cos(\omega t+\varphi ),}
gdzie {\displaystyle \varphi =\arccos \left({\frac {\omega }{\sqrt {\sigma ^{2}+\omega ^{2}}}}\right).}
Odpowiedź impulsowa:
{\displaystyle k(t)={\frac {\sigma ^{2}+\omega ^{2}}{\omega }}e^{-\sigma t}\sin(\omega t).}